# Magical Mystery Tour
Magical Mystery Tour es un disco que se publicó como el noveno álbum de estudio de la banda de rock The Beatles, Lanzado al mercado en Estados Unidos el 27 de noviembre de 1967 por Capital Records. Sería lanzado como un doble EP en Reino Unido y como un LP en Estados Unidos. Incluye también la banda sonora de la película para televisión del mismo nombre. El EP sería publicado en el Reino Unido el 8 de diciembre de 1967 por el sello Parlophone, mientras que en Estados Unidos el disco sería editado por Capitol Records con 5 canciones adicionales que sirvieron como sencillos ese mismo año, siendo finalmente lanzado el 27 de noviembre de 1967. En 1976, Parlophone publicaría el LP estadounidense en el Reino Unido.
Como la lista de éxitos dedicada a los EP fue abandonada a principios de diciembre de 1967, al EP solo le quedaba por competir en la lista de éxitos de los sencillos.
El lanzamiento tenía esperado vender en el Reino Unido más de 400 000, y para mediados de enero de 1968 había vendido 600 000, lo que obviamente lo colocó muy bien en la tabla nacional. Inmediatamente entró en la lista de sencillos, y saltó a la posición n.º 2.
Musicalmente, el dato más interesante es que incluye la primera canción instrumental de The Beatles, "Flying". También fue la primera pista que tenía los cuatro nombres como los escritores de forma conjunta. Magical Mystery Tour fue también el primer EP Beatle que se publicara en mono y estéreo; la versión mono está ahora eliminada.

## Historia del proyecto
Tras Sgt. Pepper's Lonely Hearts Club Band, Paul McCartney quería crear una película basada en los Beatles y en su música. Esta película iba a carecer de guion; varias personas "normales" (incluyendo a Charlie Lennon, tío de John Lennon) iban a viajar en un autobús e iban a vivir aventuras "mágicas" indeterminadas, tal como hacían los Merry Pranksters de Ken Kesey. Se hizo la película Magical Mystery Tour, pero resultó que en realidad no hubo aventuras interesantes (por lo menos ninguna que encajase en el concepto original). Durante el rodaje, más y más coches seguían al autobús —reconocible por sus grandes letreros coloreados pegados a ambos lados del vehículo con el título de la película— para ver qué estaban haciendo sus pasajeros, hasta que se produjo un gran atasco. El espectáculo terminó cuando John, muy enfadado, quitó los letreros de los costados del autobús.
La película, que originalmente fue emitida por la BBC durante las vacaciones de Navidad de 1967, fue denigrada por los críticos tras su emisión, para la época en blanco y negro. No obstante, Paul McCartney ha asegurado que fue alabada por Steven Spielberg. La banda sonora fue mucho mejor recibida, saliendo en diciembre de 1967 en el formato de doble EP en el Reino Unido.
La cara 1 de este álbum americano, que contenía todas las canciones del EP británico, era un ejemplo primordial de la música de la era psicodélica. Incluía "Flying", un tema instrumental de los Beatles; "Blue Jay Way", una pieza al estilo de George Harrison; y la canción que daba título al álbum. "I Am the Walrus", al final de la cara 1 y repleta de orquestas estruendosas y de voces grabadas, fue la respuesta de Lennon al enterarse de que un profesor británico de su antigua escuela de Quarry Bank estaba haciendo analizar a los alumnos las canciones que componían los Beatles. La canción, cuya letra no quería significar realmente nada, fue creada para burlarse de los fanáticos que sobreanalizaban los significados de las canciones de los Beatles.
Las pistas de la cara 2 eran las canciones que habían aparecido ese mismo año en disco sencillo. Para mantener su calendario de lanzar dos álbumes del grupo al año, y poder hacerlo en esta ocasión también en edición estereofónica, la Capitol americana usó un simulador de sonido estereofónico con las cintas monoaurales originales que recibía de las canciones destinadas a ser editadas en discos sencillos.
Esta elección de temas aparentemente aleatoria en la cara 2 mostraba al grupo en su cima creativa. Contenía dos canciones semiautobiográficas completamente diferentes: "Strawberry Fields Forever", de Lennon; y "Penny Lane", de McCartney. Originalmente lanzadas como un sencillo de doble cara A, la de Lennon era un repaso oscuro e inquietante de los recuerdos de su infancia, mientras que "Penny Lane", que trataba de lo mismo, era un tema ligero y pop. Las dos canciones fueron grabadas durante las sesiones del Sgt. Pepper, pero habían sido excluidas de dicho álbum al estar necesitado el grupo de la edición de un disco sencillo por aquella época.
Las pistas restantes de la cara 2 incluían "Hello, Goodbye", una canción pop brillante, a pesar de su poco comprometida letra, de McCartney; "Baby You're a Rich Man", de Lennon y McCartney, un tema originalmente destinado a la película de animación Yellow Submarine, que estaría en los cines un año más tarde; y el himno del programa vía satélite Our World, así como del verano del amor, "All You Need is Love", con la que finalizaba el LP.
Esta versión americana del doble EP británico se incluyó finalmente en la discografía oficial de los Beatles, al estandarizarse los álbumes originales británicos del grupo para ser editados en todo el mundo en soporte CD a finales de los años 80. El disco ofrecía esta vez todas las grabaciones en verdadero sonido estereofónico, reemplazando así a las mezclas duofónicas que Capitol hizo de algunos temas de este álbum en los años 60. Esta versión del LP con "verdadero estéreo" ya había sido lanzada por primera vez en Alemania en 1971, aunque para su edición en el Reino Unido en 1976, se habían usado los másteres originales de Capitol en el cual se encontraban los temas editados con sonido duofónico publicados en Estados Unidos en 1967.

## Lista de canciones
Todas las canciones escritas y compuestas por Lennon—McCartney, excepto «Blue Jay Way» por George Harrison, y «Flying» por Harrison—Lennon—McCartney—Starkey.

### Doble EP
Disco uno
| Cara uno |                           |                      |          |  |
| N.º      | Título                    | Vocalista principal  | Duración |  |
| 1.       | «Magical Mystery Tour»    | McCartney con Lennon | 2:48     |  |
| 2.       | «Your Mother Should Know» | McCartney            | 2:33     |  |
| 5:21     |                           |                      |          |  |

| Cara dos |                   |                     |          |  |
| N.º      | Título            | Vocalista principal | Duración |  |
| 1.       | «I Am the Walrus» | Lennon              | 4:35     |  |
| 4:35     |                   |                     |          |  |

Disco dos
| Cara tres |                        |                                     |          |  |
| N.º       | Título                 | Vocalista principal                 | Duración |  |
| 1.        | «The Fool on the Hill» | McCartney                           | 3:00     |  |
| 2.        | «Flying»               | Lennon, McCartney, Harrison y Starr | 2:16     |  |
| 5:16      |                        |                                     |          |  |

| Cara cuatro |                |                     |          |  |
| N.º         | Título         | Vocalista principal | Duración |  |
| 1.          | «Blue Jay Way» | Harrison            | 3:50     |  |
| 3:50        |                |                     |          |  |

### LP
| Cara uno: banda sonora de la película |                           |                      |          |  |
| N.º                                   | Título                    | Vocalista principal  | Duración |  |
| 1.                                    | «Magical Mystery Tour»    | McCartney con Lennon | 2:48     |  |
| 2.                                    | «The Fool on the Hill»    | McCartney            | 3:59     |  |
| 3.                                    | «Flying»                  | n/a                  | 2:16     |  |
| 4.                                    | «Blue Jay Way»            | Harrison             | 3:54     |  |
| 5.                                    | «Your Mother Should Know» | McCartney            | 2:33     |  |
| 6.                                    | «I Am the Walrus»         | Lennon               | 4:35     |  |
| 19:05                                 |                           |                      |          |  |

| Cara dos: sencillos de 1967 |                             |                     |          |  |
| N.º                         | Título                      | Vocalista principal | Duración |  |
| 1.                          | «Hello Goodbye»             | McCartney           | 3:24     |  |
| 2.                          | «Strawberry Fields Forever» | Lennon              | 4:05     |  |
| 3.                          | «Penny Lane»                | McCartney           | 3:00     |  |
| 4.                          | «Baby You're a Rich Man»    | Lennon              | 3:07     |  |
| 5.                          | «All You Need Is Love»      | Lennon              | 3:57     |  |
| 17:33                       |                             |                     |          |  |

## Créditos
The Beatles
- John Lennon – voz principal, armonía vocal, coros, guitarra rítmica, guitarra acústica, piano, piano eléctrico, Mellotron, órgano, clavioline, clavecín, banjo, armónica, arpa de boca.
- Paul McCartney – voz principal, armonía vocal, coros, bajo, guitarra acústica, órgano, guitarra eléctrica, piano, Mellotron, armonio, flauta dulce, flauta irlandesa,  Flauta traversa,  Contrabajo,  Timbales.
- George Harrison – voz principal, armonía vocal, coros, guitarra líder, guitarra slide, guitarra acústica, órgano, swarmandal, armónica.
- Ringo Starr – batería, percusión, coros.

Producción
- George Martin – piano, producción, orquestación.

## Posición en las listas de éxitos
- Álbum

| País           | Lista (1968)    | Posición más alta |
| -------------- | --------------- | ----------------- |
| Estados Unidos | Billboard       | N.º 1             |
| Estados Unidos | Record World    | N.º 1             |
| Estados Unidos | Cash Box        | N.º 1             |
| Reino Unido    | Record Retailer | N.º 31*           |

(*) Como disco de importación

## Historial de los lanzamientos
- Ediciones y reediciones[19][20]

| País              | Fecha                    | Discográfica               | Formato      | Catálogo                                     |
| Estados Unidos    | 27 de noviembre de 1967  | Capitol Records            | LP           | MMT 1-2 (mono) SMMT 1-2 (estéreo)            |
| Reino Unido       | 8 de diciembre de 1967   | Parlophone                 | EP           | MAL 2835 (mono) SMAL 2835 (estéreo)          |
| Reino Unido       | 19 de noviembre de 1976  | Parlophone                 | LP           | PCTC 255 (Versión USA)                       |
| Reedición mundial | 22 de septiembre de 1987 | EMI Records                | CD           | CDP 7 48062 2 (Versión USA)                  |
| Japón             | 11 de marzo de 1998      | Toshiba-EMI                | CD           | TOCP 51124 (Versión USA)                     |
| Japón             | 21 de enero de 2004      | Toshiba-EMI                | LP (remast.) | TOJP 60144 (Versión USA)                     |
| Reedición mundial | 9 de septiembre de 2009  | Parlophone Capitol Records | CD (remast.) | CDP 0946 3 82465 2 7 (estéreo) (Versión USA) |
| Reedición mundial | 9 de septiembre de 2009  | EMI Records                | CD (remast.) | (mono) (Versión USA)                         |